# 18号線 (ポーランド)
18号線またはクトノ - ピワ線 (ポーランド語: Linia kolejowa Kutno–Piła) はポーランド共和国ウッチ県クトノとヴィエルコポルスカ県ピワを結ぶ複線の幹線鉄道である。中間経由地はトルン、ビドゴシュチで、ピワ - 旧ロシア・ドイツ国境区間はかつてプロイセン東部鉄道の管轄区間であった。

## 沿線概況
列車がクトノ駅を出発すると、まずアゾリ駅近くの分岐点でブロドニツァ方面の鉄道が分岐する。この複線で電化された路線はまもなくワルシャワ - フランクフルト線から離れて北西の方へ伸びる。オストロヴィ駅はかつて狭軌のオストロヴィ - オゾルクーフ線と連結された。起点から次の遠距離列車停車駅であるヴロツワヴェク駅は、現在廃止された狭軌のヴウォツワヴェク - プシストロニェ線と連結された。この路線はその駅から北西の方へ伸びてニェシャヴァ＝ヴァガニェツ駅に至る。その駅はニェシャヴァ町の中心部から北西の方に位置して、かつてグミナ・ドブレ方面の狭軌鉄道と連結された。この路線は北西の方へ伸びてアレクサンドルーフ・クヤフスキー駅の寸前に、現在旅客列車が通行しないアレクサンドルーフ・クヤフスキー - ツィエホツィネック線と接続する。
列車はかつてのロシア・ドイツ国境を通過してトルン中央駅へ向かう。トルン中央駅でこの路線はポズナン - トルン区間およびトルン - チェルニャホフスク区間と互いに接続する。列車はトルン中央駅を出発し西の方へ向かいソレッツ・クヤフスキー駅を通過してビドゴシュチ市に進入する。ブロドニツァ - ビドゴシュチ線がビドゴシュチ東駅の寸前にこの路線と合流して、ノヴァー・ヴィシュ・ヴィエルカ - グディニャ線が東駅の西端でこの路線と合流する。この路線はレシュナ駅までグディニャ方面の路線と並行する。石炭幹線鉄道 (ポーランド語: Magistrala węgglowa) の一部で過去グダニスク方面の東部鉄道本線の一部であったホジューフ - トチェフ線がこの路線に合流すると、列車はビドゴシュチュ中央駅に到着する。
ブルダ川鉄道橋の向こうにブロンベルク郡鉄道（ドイツ語: Bromberger Kreisbahn）の出発駅が過去にあって、狭軌線路はコロノヴォ方面に伸びた。列車は西の方へ走行してナクウォ（ノテツ）駅に到着する。その駅でオレシュニツァ - ホイニツェ線が交差して、カスプロヴォ方面の狭軌線は駅前からブロンベルク郡鉄道の一部として北の方へ伸びた。この路線は西の方へ続いて、ウィジスク中心地から数キロメートル離れているヴィジスク・オスレック駅に至る。ビアウォシリヴィエ駅には保存鉄道として運営される、狭軌のビアウォシリヴィエ - ヴィトスワーフ線が分岐する。列車がピワ中央駅に到着する寸前にピワ - ポズナン線、トチェフ - コストシン線、ピワ - ブゾヴォ・ゴライ線がこの路線に合流する。ピワ中央駅でピワ - ウストカ線とピワ - ウリコヴォ線が共に分岐して、ベルリン方面にトチェフ - コストシン線が東部鉄道本線として続いて伸びる。

## 歴史

### プロイセン東部鉄道およびワルシャワ＝ウィーン鉄道
1849年11月5日東部鉄道管理局（ドイツ語: Königliche Direction der Ostbahn）はブロンベルク（現在ビドゴシュチ）で設立された。1851年7月27日にプロイセン東部鉄道はシュナイデミュール（現在ピワ）- ブロンベルク区間をルーガツ（現在クシジュ） - シュナイデミュール区間と共に開通した。1852年8月に本線はダンチヒまで延長されて、ベルリン - ダンチヒ間の列車通行はとりあえず可能となった。当時ベルリン方面の直通運転がまだできなくて、シュテッティンの迂回経路を取ることが必要であった。1857年12月にルーガツ - キュストリン（現在コストシン）区間およびかつてのキュストリン - フランクフルト線が開通されて、ベルリン方面の路線が大いに短縮された。
1861年10月24日ブロンベルク - トルン間が開通されて、1862年12月4日にアレクサンドルーフ・クヤフスキーの国境線まで延長された。同じ日にワルシャワ＝ウィーン鉄道 (ポーランド語: Kolej Warszawsko-Wiedenska) はクトノからプロイセン＝ロシア国境線まで単線の分岐線を完成した。
1879年王立プロイセン鉄道の組織改編によりアレクサンドル間はブロンベルク管理局に属することとなった。1888年と1889年にかけて二番目の線路はブロンベルク - シュナイデミュール間に備えられた。1910年にはブロンベルク - トルン間が複線化された。1914年当時に北急行列車はこの路線を経由して、この路線がワルシャワとベルリンの区間で最も短い経路であった。一方、ワルシャワ＝ウィーン鉄道の区間は1912年12月19日に制定された法律により国有鉄道に属することとなった。

### ポーランド国営鉄道
第一次世界大戦の終戦後、ドイツ＝ポーランドの国境線がベルサイユ条約により確定されて、この路線の場合、境界はカジョリ - シュナイデミュール間にあった。既存のロシア鉄道区間およびポーランドに帰属したプロイセン鉄道区間はポーランド国営鉄道 (ポーランド語: Polskie Koleje Państowowe, PKP) により引き受けられた。1937年にクトノ - トルン間は複線で改修された。ナチス・ドイツがポーランドを占領した間に、新線がビドゴシュチ東駅と中央駅の間に建設された。
第二次世界大戦の終戦後、この路線は完全にポーランドに帰属した。ビドゴシュチ市内の旧線区間は1964年に廃止された。1972年7月3日に鉄道事故がジエロンツィン駅とシュレシン駅の間に発生して、12人が死亡し26人が負傷を負った。
1980年8月19日に貨物列車と旅客列車の衝突事故がオトウォツィン村の付近で発生して、直接的な原因は貨物列車が安全側線から、停止信号にもかかわらず、反対方向の線路に進入したことである。この事故で67人が死亡し62人が負傷を負った。1984年7月20日トルン - ビドゴシュチ間の電車線設置が完了して、1985年5月31日にはアレクサンドルーフ・クヤフスキー - トルン間で、同年12月21日にはクトノ - アレクサンドルーフ・クヤフスキー間で電気運転がそれぞれ実現された。最終電化改修は1989年12月23日ビドゴシュチ - ピワ間で完了した。